# Partenope Film
La Partenope Film è stata una casa di produzione cinematografica italiana attiva ai tempi del muto.

## Storia
Sorse nel 1906 a Napoli come Fratelli Troncone & C. in una villetta in via Solimena nel quartiere Vomero con sede e teatri di posa, su iniziativa dei fratelli Guglielmo, Roberto e Vincenzo Troncone.
La ditta, che fu la prima manifattura cinematografica della città partenopea, iniziò le proprie attività subito dopo la realizzazione del documentario Eruzione del Vesuvio, girato da uno dei tre fratelli, Roberto, che ebbe diffusione internazionale. Successivamente vennero girati film "a soggetto", tutti diretti dallo stesso Troncone.
Nel 1909 la casa cambiò denominazione in Partenope Film. Diretta sempre da Roberto Troncone, vera e propria "anima" della casa, scritturò diversi attori teatrali napoletani come Vincenzo Scarpetta, il quale diresse la comica Marito distratto e moglie manesca del 1910.
Seguirono altre pellicole che ebbero un discreto successo come La leggenda della Passiflora (1911), Primavera di lacrime (1911), Nika la zingara (1912), Testa per testa (1912), Fenesta ca lucive (1914) e Chi per la patria muor... (1916). Principali interpreti dei film della casa furono Rosina Balsamo, Jole Bertini, Mario Cilento, Giuseppe D'Alessio e Nella Serravezza, ai quali si aggiunse anche Guglielmo Troncone con il nome d'arte di Italo Guglielmi.
Sospese le attività durante il primo conflitto mondiale, la produzione ripartì nel 1919 con i film Dalila di Guglielmo Braconcini e Nennella diretto da Troncone, che ebbe fra i suoi interpreti Giovanni Grasso jr.. Le produzioni del periodo post-bellico furono molto esigue, poco rilevanti e furono limitate alla distribuzione regionale come il film Core 'e mamma! (1923) diretto da un giovane Armando Fizzarotti.
Le attività della Partenope cessarono nel 1926, un anno dopo l'insuccesso del film Fenesta ca lucive, riedizione del film girato undici anni prima. Per quanto interessante, la produzione complessiva della Partenope, dagli inizi fino alla chiusura e cioè nell'arco di vent'anni, fu quantitativamente molto modesta.